# Нижние Ярыгины
Нижние Ярыгины — деревня в Оричевском районе Кировской области в составе Истобенского сельского поселения.

## География
Расположена у западной окраины административного центра поселения села Истобенск.

## История
Известна с 1802 года как починок Борисовский с 7 дворами. В 1873 году здесь (починок Борисовский или Ярыгины, Осиново, Пленково, Подволочье) отмечено дворов 36 и жителей 322, в 1905 (починок Борисовский или Ярыгины) 11 и 66, в 1926 (деревня Ярыгины или Борисовские) 12 и 67, в 1950 24 и 103, в 1989 оставалось 47 жителей. Настоящее название утвердилось с 1950 года. 

## Население
Постоянное население  составляло 35 человек (русские 100%) в 2002 году, 30 в 2010.